# Prémio CUF
O Prémio CUF é um prémio atribuído pela Companhia União Fabril (CUF) com o apoio da Fundação para a Ciência e Tecnologia (FCT) às três melhores teses de doutoramento nas áreas de Engenharia química, do Engenharia do ambiente ou Engenharia biológica em Universidades nacionais ou estrangeiras visando premiar a inovação e desenvolvimento tecnológico.
O Prémio CUF foi criado em 2002.

## Premiados
- 2003 - Luís Santos Pais - "tecnologia de leito móvel simulado".[2]
- 2004 - António Luís Pereira do Amaral - "desenvolvimento de ferramentas informáticas de análise de imagem e processamento de dados para diagnóstico, supervisão e controlo de processos biológicos de tratamento de efluentes em estações de tratamento de águas residuais".[3]
- 2005 - Ana Cecília Afonso Roque - "trabalho de biotecnologia aplicada sobre compostos para purificar anticorpos, usados na detecção de doenças como o cancro e a sida e em técnicas de medicina nuclear".[4]
- 2006 - Paulo Alexandre Quadros de Oliveira e Santos - "Nitração de compostos aromáticos: Transferência de massa e reacção química".[5]
- 2007 - Jorge Fernando Jordão Coelho - “New Technologies for Homopolymerisation and Copolymerisation of Vinyl Chloride”.[6]

[...]

## Menções Honrosas
- 2003
  - João Almeida Lopes[7]
  - João Ferreira Alves[7]
- 2004
  - Ricardo Jorge Nogueira dos Santos[7]
  - Fernando Manuel da Silva Gonçalves[7]
- 2005
  - Ricardo João Magro Ramos Pinto[7]
  - Teresa Correia do Poço Mata[7]
- 2006
  - Lígia Rodrigues[7]
  - Vasco Sérgio Correia Freitas Silva[7]
- 2007
  - Ana Paula Mora Tavares[6]
  - Miguel Ângelo Joaquim Rodrigues[6]

[...]